# Turaco-de-bico-amarelo
O turaco-de-bico-amarelo (Tauraco macrorhynchus) é uma espécie de ave da família Musophagidae.
Pode ser encontrada nos seguintes países: Angola, Camarões, República do Congo, República Democrática do Congo, Costa do Marfim, Guiné Equatorial, Gabão, Gana, Guiné, Libéria, Nigéria e Serra Leoa.